# Léa Casta
Léa Casta (Thonon-les-Bains, 10 febbraio 2006) è una snowboarder francese, specialista dello snowboard cross.

## Biografia
Specialista dello snowboard cross e attiva dall'ottobre del 2021, la Casta ha esordito in Coppa del Mondo il 4 dicembre 2022 a Les Deux Alpes, occasione in cui ha ottenuto il suo primo podio, giungendo 3ª nella gara vinta dall'australiana Josie Baff. Il 14 dicembre 2024 ha vinto la sua prima gara, imponendosi a Cervinia; al termine della stessa stagione 2024-2025 ha vinto la Coppa del Mondo di snowboard cross.

## Palmarès

### Mondiali juniores
- 4 medaglie:
  - 3 ori (snowboard cross a Passo San Pellegrino 2023; snowboard cross, snowboard cross a squadre a Gudauri 2024)
  - 1 bronzo (snowboard cross a squadre a Passo San Pellegrino 2023)

### Coppa del Mondo
- Vincitrice della Coppa del Mondo di snowboard cross nel 2025
- 11 podi:
  - 4 vittorie
  - 3 secondi posti
  - 4 terzi posti

#### Coppa del Mondo - vittorie
| Data             | Luogo            | Paese   | Disciplina |
| ---------------- | ---------------- | ------- | ---------- |
| 14 dicembre 2024 | Cervinia         | Italia  | SBX        |
| 21 marzo 2025    | Montafon         | Austria | SBX        |
| 5 aprile 2025    | Mont-Sainte-Anne | Canada  | SBX        |
| 6 aprile 2025    | Mont-Sainte-Anne | Canada  | SBX        |

Legenda:

SBX = Snowboard cross